# Arycanda maculifera
Arycanda maculifera là một loài bướm đêm trong họ Geometridae.